# Prototheora serruligera
Prototheora serruligera là một loài bướm đêm thuộc họ Prototheoridae. Loài này có ở Nam Phi.